# Vendrennes
 Vendrennes  es una población y comuna francesa, en la región de Países del Loira, departamento de Vendée, en el distrito de La Roche-sur-Yon y cantón de Les Herbiers.

## Demografía
| 816 | 785 | 808 | 862 | 989 | 1071 |
| Para los censos de 1962 a 1999 la población legal corresponde a la población sin duplicidades (Fuente: INSEE [Consultar]) |     |     |     |     |      |